# Mohun Bagan AC
Mohun Bagan AC (hindi मोहन बागान एथलेटिक क्लब, ang. Mohun Bagan Athletic Club) – indyjski klub piłkarski, mający siedzibę w mieście Kolkata w stanie Bengal Zachodni, w północno-wschodniej części kraju, grający w latach 1996–2007 w rozgrywkach National Football League oraz w latach 2007–2020 w rozgrywkach I-League.

## Historia
Chronologia nazw:
- 1889: Mohun Bagan Sporting Club
- 1890: Mohun Bagan Athletic Club
- 1998: McDowell's Mohun Bagan Football Club
- 2017: Mohun Bagan Football Club
- 2020: sekcja piłkarska rozwiązana – po fuzji z ATK

Klub sportowy Mohun Bagan SC został założony w miejscowości Kolkata 15 sierpnia 1889 roku. W 1890 roku powstała sekcja piłkarska Mohun Bagan AC, która startowała w lokalnych rozgrywkach Calcutta Football League. Zespół zdobył swoje pierwsze trofeum, Coochbehar Trophy, w 1904 roku. 29 lipca 1911 roku klub przeszedł do historii, stając się pierwszym indyjskim klubem, który zdobył IFA Shield po pokonaniu East Yorkshire Regiment 2:1. Większość graczy Mohun Bagan grała boso, podczas gdy zespół East Yorkshire Regiment miał swój strój piłkarski. Zwycięstwo to było i nadal jest uważane za ważne wydarzenie w indyjskiej walce o wolność i niepodległość.
W 1939 roku klub zdobył swój pierwszy tytuł mistrzowski (Calcutta Football League).
W 1977 roku Mohun Bagan został pierwszym klubem w Indiach, który zdobył potrójną koronę, wygrywając trzy główne rozgrywki pucharowe w Indiach. W 1982 roku Mohun Bagan stał się pierwszym klubem, który zdobył trzy kolejne tytuły Pucharu Indii.
W grudniu 1996 roku startowała National Football League jako najwyższa liga w kraju. Jednak klub zakończył sezon fiaskiem, zajmując przedostatnie miejsce w fazie grupowej z zaledwie jednym zwycięstwem i spadając z najwyższej ligi krajowej. Ale w następnym sezonie 1997/98 spadki zostały później odwołane przez organizatorów, a klub zdobył mistrzostwo kraju. W 1998 klub po fuzji ze spółką United Spirits, która kupiła 50% udziałów w klubie piłkarskim, zmienił nazwę na McDowell's Mohun Bagan FC.
W sezonie 2007/08 powstała I-League, która była kontynuacją rozgrywek National Football League, w której zespół nie zdobył miejsca na podium, zajmując czwartą pozycją w tabeli ligowej.
Po tym, jak na początku 2014 roku narodowa federacja piłki nożnej w Indiach ogłosiła o powstaniu Indian Super League, nastąpiła decyzja o kontynuacji występów klubu w I-League. A miasto w Superlidze reprezentował nowo powstały klub ATK.
W 2017 roku klub skrócił nazwę na Mohun Bagan FC. W sezonie 2019/20 klub z rekordową serią 14 meczów bez porażki, przypieczętował swój drugi tytuł I-League i piąty tytuł mistrza kraju. Z powodu pandemii COVID-19 sezon 2019/20 przed czterema kolejkami został zakończony przez federację. W tym okresie zarówno organizatorzy Superligi, jak i kierownictwo klubu podjęli starania o włączenie Mohun Bagan wraz z Bengalem Wschodnim do ligi.
16 stycznia 2020 roku RP-Sanjiv Goenka Group (właściciel klubu ATK), Sourav Ganguly i Utsav Parekh wspólnie kupili 80% udziałów sekcji piłkarskiej Mohun Bagan oraz markę i prawa piłkarskie do Mohun Bagan Football Club (India) Pvt. Został utworzony nowy połączony klub piłkarski pod nazwą ATK Mohun Bagan FC. Nowy podmiot korporacyjny został uruchomiony 10 lipca po miesięcznym opóźnieniu spowodowanym pandemią i uczestniczył w rejestracji IFA spółki Mohun Bagan Football Club (India) Pvt. Sp. z o.o.

## Barwy klubowe, strój, herb, hymn
|  |  |  |

Klub ma barwy bordowo-zielono-białe. Piłkarze domowe spotkania zazwyczaj grają w bordowych koszulkach z pionowymi biało-zielonymi pasami, białych spodenkach oraz bordowych getrach.

## Sukcesy

### Trofea międzynarodowe
| \| \| Zdobyte trofea w rozgrywkach międzynarodowych (stan na: 31-05-2022) \| |                                                                     |      |          |
| Rozgrywki                                                                    | Osiągnięcie                                                         | Razy | Sezon(y) |
| · Liga Mistrzów AFC                                                          | zdobywca                                                            | 0    |          |
| · Liga Mistrzów AFC                                                          | finalista                                                           | 0    |          |
| · Liga Mistrzów AFC                                                          | 4 runda kw.                                                         | 1    | 2002/03  |
| Puchar AFC                                                                   | zdobywca                                                            | 0    |          |
| Puchar AFC                                                                   | finalista                                                           | 0    |          |
| Puchar AFC                                                                   | 1/8 finału                                                          | 1    | 2015/16  |
| Azjatycki Puchar Zdobywców                                                   | zdobywca                                                            | 0    |          |
| Azjatycki Puchar Zdobywców                                                   | finalista                                                           | 0    |          |
| Azjatycki Puchar Zdobywców                                                   | 1 runda kw.                                                         | 1    | 1990/91  |
| FIFA                                                                         | Zdobyte trofea w rozgrywkach międzynarodowych (stan na: 31-05-2022) |      |          |

### Trofea krajowe
| \| \| Zdobyte trofea w rozgrywkach Indii (stan na: 31-05-2022) \| |                                                          |      |                                                                                         |
| Rozgrywki                                                         | Osiągnięcie                                              | Razy | Sezon(y)                                                                                |
| Mistrzostwo                                                       | I miejsce                                                | 5    | 1997/98, 1999/2000, 2001/02, 2014/15, 2019/20                                           |
| Mistrzostwo                                                       | II miejsce                                               | 4    | 2000/01, 2008/09, 2015/16, 2016/17                                                      |
| Mistrzostwo                                                       | III miejsce                                              | 2    | 2005/06, 2017/18                                                                        |
| Puchar                                                            | zdobywca                                                 | 14   | 1978*, 1980*, 1981, 1982, 1986, 1987, 1992, 1993, 1994, 1998, 2001, 2006, 2008, 2015/16 |
| Puchar                                                            | finalista                                                | 6    | 1977, 1983, 1985, 2004, 2010, 2016/17                                                   |
| II liga                                                           | I miejsce                                                | 0    |                                                                                         |
| II liga                                                           | II miejsce                                               | 0    |                                                                                         |
| II liga                                                           | III miejsce                                              | 0    |                                                                                         |
| Indie                                                             | Zdobyte trofea w rozgrywkach Indii (stan na: 31-05-2022) |      |                                                                                         |

- Durand Cup:
  - zdobywca (16): 1953, 1959, 1960*, 1963, 1964, 1965, 1974, 1977, 1979, 1980, 1982*, 1984, 1985, 1986, 1994, 2000
  - finalista (12): 1950, 1961, 1970, 1972, 1978, 1983, 1987, 1989, 1997, 2004, 2009, 2019

- IFA Shield:
  - zdobywca (20): 1911, 1947, 1948, 1954, 1956, 1960, 1961*, 1962, 1969, 1976, 1977, 1978*, 1979, 1981*, 1982, 1987, 1989, 1998, 1999, 2003
  - finalista (20): 1923, 1940, 1945, 1949, 1951, 1958, 1965, 1972, 1974, 1975, 1984, 1986, 1994, 2000, 2004, 2006, 2009, 2011, 2017, 2018

- Rovers Cup:
  - zdobywca (14): 1955, 1966/67, 1968, 1970/71, 1971/72, 1972/73*, 1976, 1977, 1981, 1985, 1988, 1991, 1992, 2000/01
  - finalista (10): 1923, 1948, 1956, 1961/62, 1964/65, 1965, 1967, 1969, 1986, 1987

- Calcutta Football League:
  - mistrz (30): 1939, 1943, 1944, 1951, 1954, 1955, 1956, 1959, 1960, 1962, 1963, 1964, 1965, 1969, 1976, 1978, 1979, 1983, 1984, 1986, 1990, 1992, 1994, 1997, 2001, 2005, 2007, 2008, 2009, 2018

## Struktura klubu

### Stadion
Klub piłkarski rozgrywa swoje mecze domowe na stadionie Mohun Bagan Ground w Kolkacie, który może pomieścić 22.000 widzów.

## Rywalizacja z innymi klubami

### Derby
- East Bengal Club
- Mohammedan SC (Kolkata)